# 椭圆形办公室

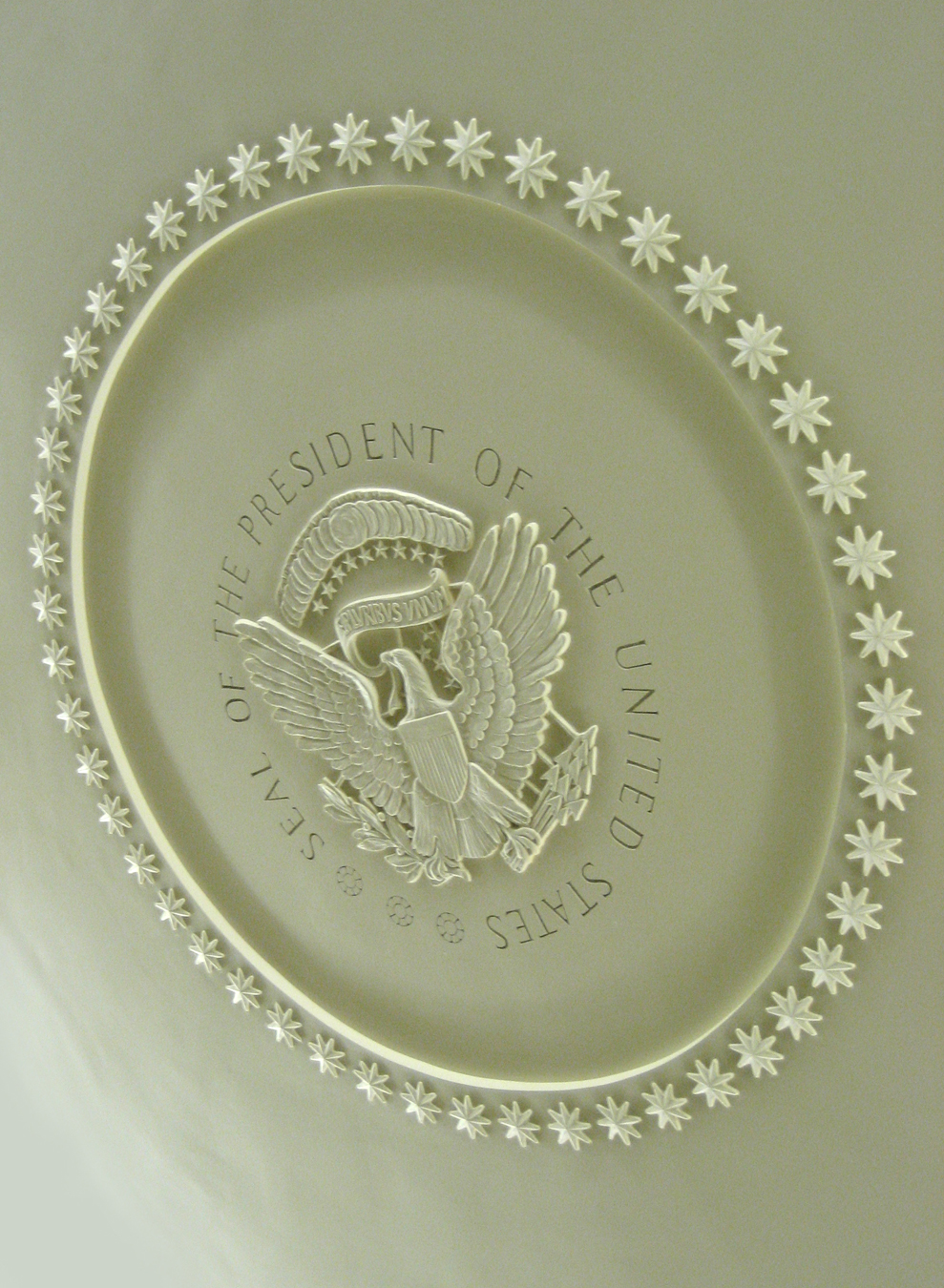
自1934年安裝在辦公室天花板上的美國總統徽章

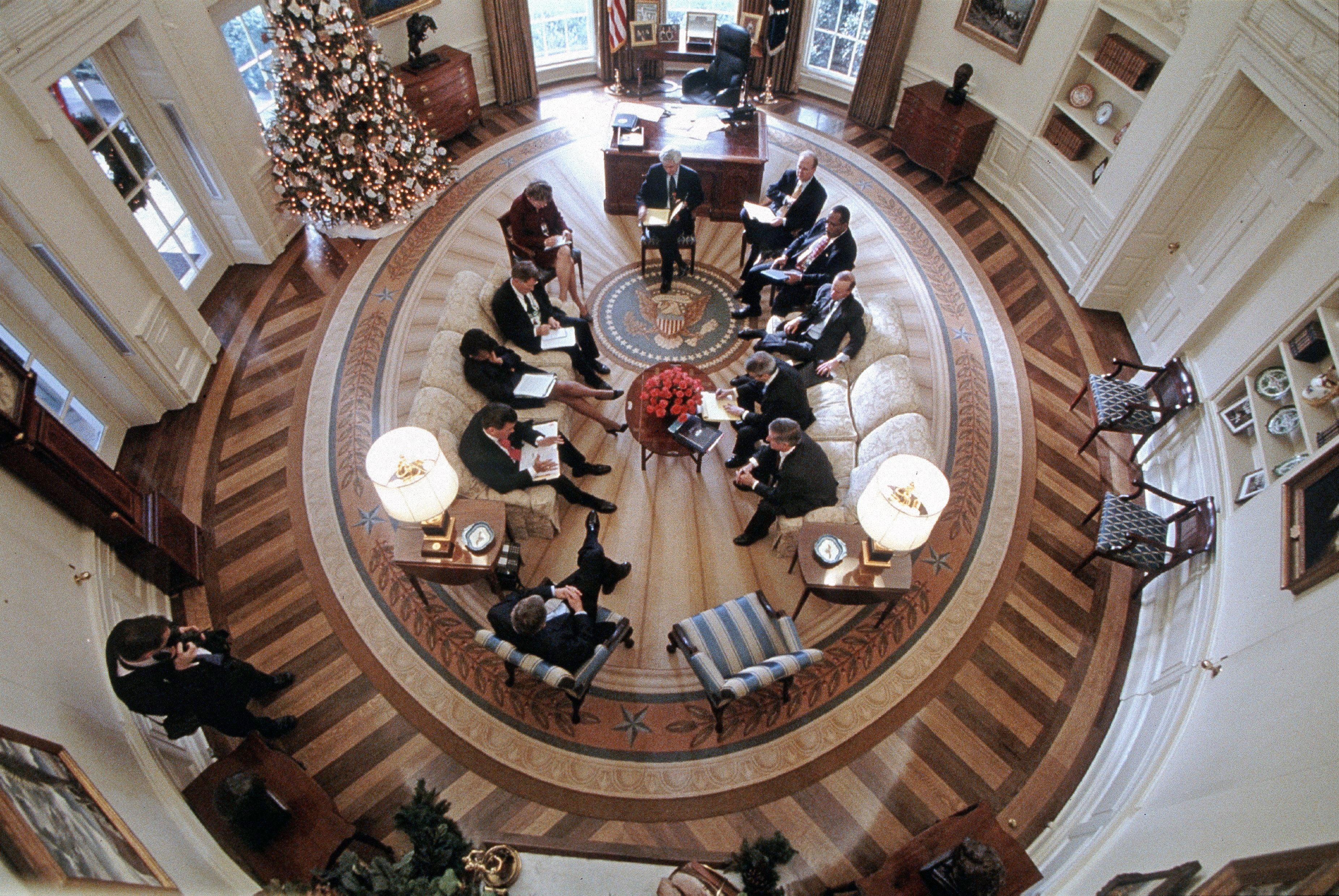
俯視橢圓形辦公室

橢圓形辦公室（英語：Oval Office）位於白宮西廂，是美国总统的正式辦公室。顧名思義，辦公室呈橢圓形，總統辦公桌後有三扇朝南的窗戶，房間北側有一個壁爐。其建於1909年塔夫脫總統時期，辦公室的靈感來自橢圓藍室。
橢圓形辦公室有四扇門：東側的門朝向玫瑰園；西側的門朝向總統的私人廚房和書房；西北側門的則是白宮西翼的主走廊；東北側的門朝向總統私人秘書的辦公室。
- 規格：
- 長軸：10.9米
- 短軸：8.8米
- 高度：5.6米

## 歷史
相對地圖室來說，橢圓形辦公室很少被用作電視錄影。但在古巴導彈危機、挑戰者號意外及911事件時，當時的總統卻使用了橢圓形辦公室作電視錄影。

## 建築與裝飾

### 橢圓形辦公室的地毯
橢圓形辦公室的地毯上印著美國總統徽章，杜魯門是第一位使用美國總統徽章地毯的總統，那時美國總統徽章是以單一顏色配以地毯不同的深淺度顯示出來，艾森豪和甘迺迪亦繼續使用這款地毯。日後的總統通常都會另行設計不同款式的地毯以配合不同的內部裝修。而歐巴馬則是繼續使用喬治·布希於2001年設計的地毯。

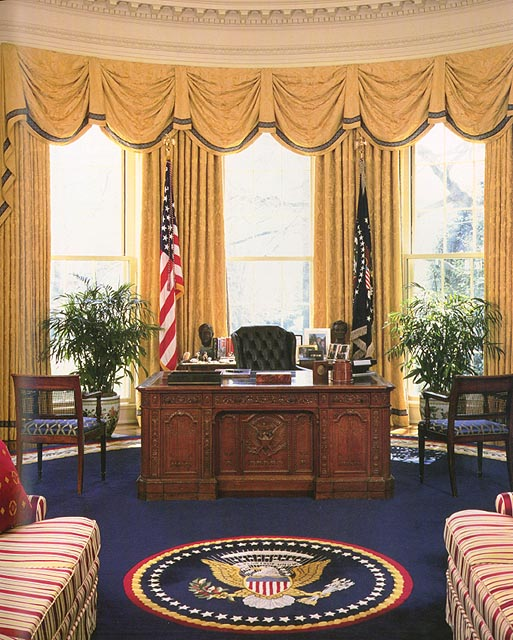
比爾·柯林頓時期的總統辦公室，1999年

## 設計與材料

### 尺寸
| 面                         | 美國標準   | 國際標準    |
| -------------------------- | ---------- | ----------- |
| 主軸（南北走向）           | 35' 10"    | 10.9 米     |
| 次軸（東西走向）           | 29'        | 8.8 米      |
| 高度                       | 18' 6"     | 5.6 米      |
| 升高點（天花板拱起的地方） | 16' 7"     | 5.0 米      |
| 大約橢圓周                 | 102' 5"    | 31.2 米     |
| 大約面積                   | 816.2 平方 | 75.8 平方米 |

主軸和次軸的比例大約為10.9比8.8（大約1.24倍）